# Agathomyia vanduzeei
Agathomyia vanduzeei är en tvåvingeart som beskrevs av Johnson 1916. Agathomyia vanduzeei ingår i släktet Agathomyia och familjen svampflugor.
Artens utbredningsområde är Maine. Inga underarter finns listade i Catalogue of Life.